# Комизо
Комизо (итал. Comiso) је насеље у Италији у округу Рагуза, региону Сицилија.
Према процени из 2011. у насељу је живело 26298 становника. Насеље се налази на надморској висини од 188 м.

## Становништво
| 1936.  | 1951.  | 1961.  | 1971.  | 1981.  | 1991.  | 2001.  | 2011.  |
| ------ | ------ | ------ | ------ | ------ | ------ | ------ | ------ |
| 23.496 | 24.655 | 25.904 | 26.550 | 28.110 | 28.906 | 29.076 | 29.184 |